# Gelsenkirchen
Gelsenkirchen és una ciutat d'Alemanya situada a l'estat federat de Rin del Nord-Westfàlia, en la zona de la conca minera del Ruhr. La ciutat va créixer al voltant de la indústria pesant del carbó i de l'acer, d'aquí que se la conegués com la ciutat dels mil focs. Està envoltada d'altres ciutats importants com ara Essen (seu de la firma Krupp) o Bochum. És seu del CF Shalke 04 i de l'estadi Veltins-Arena, inaugurat pel mundial de futbol del 2002. Schalke és un dels barris de la ciutat.

## Fills il·lustres
- Harald zur Hausen (1936) científic i metge, Premi Nobel de Medicina o Fisiologia de l'any 2008.

## Nuclis
- ciutat vella (Altstadt)
- Buer
- Horst
- Feldmark